# Флеммінг Серрітслев
Флеммінг Серрітслев (дан. Flemming Serritslev, нар. 18 лютого 1947, Копенгаген) — данський футболіст, що грав на позиції півзахисника. По завершенні ігрової кар'єри — тренер. З 2020 року очолює тренерський штаб команди Фіджі. Відомий насамперед виступами за клуб «Вайле», у складі якого став дворазовим чемпіоном Данії та триразовим володарем Кубка Данії, а також у складі збірної Данії. Як тренер відомий за роботою у молодіжних збірних Данії та ВІрменії, низці данських та закордонних клубів, а також у збірній Папуа Нової Гвінеї, з якою досяг найвищого показника у її виступах — фіналу Кубка ОФК 2016 року.

## Ігрова кар'єра
У дорослому футболі дебютував 1966 року виступами за команду «Вайле», в якій провів одинадцять сезонів, взявши участь у 267 матчах чемпіонату. У складі команди був одним із основних гравців середньої лінії команди, двічі виборював титул чемпіона Данії та тричі ставав володарем Кубка Данії. У 1970—1976 роках викликався до складу збірної Данії, у складі якої провів 3 матчі. У 1978—1980 роках грав у складі клубу «Кольдінг», після чого завершив виступи на футбольних полях.

## Кар'єра тренера
1981 року Флеммінг Серрітслев розпочав тренерську кар'єру, очоливши тренерський штаб клубу «Ікаст», де пропрацював до 1985 року. У 1986 році очолював клуб «Кольдінг». У 1987 році став головним тренером клубу «Болдклуббен 1909», який у 1990 році вивів до вищого данського дивізіону, працював у команді до 1992 року. У 1992 році Серрітслев став асистентом головного тренера збірної Данії, паралельно працював спочатку тренером, а пізніше двічі, у 1995—1996 та у 1998 році, головним тренером юнацької збірної Данії.
З 2000 року Флеммінг Серрітслев перейшов на роботу головним тренером молодіжної збірної данії Данії, де пропрацював до 2006 року. У цьому ж році став спортивним директором клубу «Вайле», проте вже за кілька місяців залишив посаду. У 2008 році очолив нігерійський клуб «Насарава Юнайтед», в якому працював до початку наступного року.
У 2009 році Серрітслев головним тренером команди молодіжної збірної ВІрменії. На посту головного тренера молодіжної збірної йому вдалось провести кілька переможних матчів, зокрема двічі обіграти молодіжну збірну Ірландії, проте вірменській команді так і не вдалось пробитися до фінальної частини молодіжного чемпіонату Європи, після чого данський тренер залишив вірменську молодіжну збірну.
У 2011 році протягом року Флеммінг Серрітслев очолював іранський клуб «Мес».
У 2015 році Серрітслев отримав запрошення очолити збірну Папуа Нової Гвінеї. На цій посаді він досяг найвищого результату папуаської збірної за всю її історію, спочатку обігравши у півфіналі Кубка націй ОФК 2016 року збірну Соломонових Островів, пізніше поступившись у фіналі збірній Нової Зеландії лише в серії післяматчевих пенальті, та отримавши срібні медалі турніру. У 2018 році покинув збірну у зв'язку з відсутністю запланованих матчів команди.
З 2020 року очолює тренерський штаб збірної Фіджі.

## Титули і досягнення

### Як гравця
- Чемпіон Данії (2):

«Вайле»: 1971, 1972
- Володар Кубка Данії (3):

«Вайле»: 1972, 1975, 1977

### Як тренера
- Срібний призер Кубка націй ОФК (1):

Папуа Нова Гвінея: 2016